# 新罕布什爾州同性婚姻

虹色新罕布什尔地图

2010年1月1日，美國新罕布殊爾州同性婚姻法案正式生效，全美第五個承認同性婚姻的州份誕生。2009年6月3日，美國新罕布殊爾州參議院首先在當天上午以14票贊成、10票反對的結果通過同性婚姻法案，幾小時後，同一法案又在州眾議院以198票贊成、176票反對的結果獲得通過，州長約翰-林奇在當天下午簽署了該法案。